# Öresåjjantjente
Öresåjjantjente är en sjö i Krokoms kommun i Jämtland och ingår i Indalsälvens huvudavrinningsområde. Öresåjjantjente ligger i Gråberget-Hotagsfjällen Natura 2000-område.